# Nataša Šešum
Nataša Šešum (née en Serbie) est une mathématicienne serbe et maître de conférences à l'université Rutgers. Elle traite de la géométrie différentielle et de l'analyse géométrique, en particulier des flux géométriques tels que le flux de Ricci et leurs singularités.

## Formation et carrière
Šešum étudie à l'Université de Belgrade et obtient son doctorat au Massachusetts Institute of Technology en 2004 sous la supervision de Gang Tian avec une thèse intitulée Limiting Behavior of Ricci Flows. Elle est ensuite chercheuse invitée au MSRI, à l'université de New York, à l'université Columbia et à l'université de Pennsylvanie. Elle est professeur à l'Université Rutgers depuis 2010.

## Travaux
En collaboration avec Richard S. Hamilton et Panagiota Daskalopoulos (avec qui elle travaille souvent), elle développe la théorie des "solutions antiques" (ancient solution) à partir de 2010, qui sont importantes dans l'étude des singularités des flux géométriques (et aussi dans la théorie du groupe de renormalisation en physique théorique). Un modèle de singularité de ces flux (qui se déroulent dans un espace-temps et obéit à des équations d'évolution) est appelé solution ancienne s'ils existent d'un temps {\displaystyle -\infty } jusqu'à un temps fini {\displaystyle T}. En 2019 et 2020, avec Daskalopoulos et Sigurd Angenent, elle réussit la classification complète des solutions antiques compactes pour les flux de courbure moyenne (flux de courbure moyenne : le flux des surfaces perpendiculaires à la surface est déterminé par la courbure moyenne) des hypersurfaces dans les variétés riemanniennes qui sont uniformément 2- sont convexes. La condition est importante pour construire des solutions générales de l'écoulement en utilisant la chirurgie topologique. Dans le même temps, ils développent des techniques pour estimer les taux de croissance asymptotiques du flux à rebours dans le temps, permettant de prouver que les solutions sont symétriques en rotation. En utilisant ces techniques, ils ont également pu donner en 2021 (publié en 2022) avec Angenent et Simon Brendle une description asymptotique complète des solutions antiques compactes non effondrées des flux de Ricci tridimensionnels non solitons. Vingt ans plus tôt, Grigori Perelman avait prouvé leur existence (il l'a prouvé dans le cadre de sa preuve de la conjecture de Poincaré). Plus généralement, ils ont classé toutes les solutions antiques compactes non plates à symétrie de rotation, non effondrées, des écoulements de Ricci tridimensionnels. De plus, avec Brendle en 2021, elle a prouvé une conjecture ouverte depuis longtemps selon laquelle les seules solutions antiques non plates, non effondrées et compactes du flux de Ricci tridimensionnel sont la solution de Perelman et les sphères rétrécissantes.

## Prix et distinctions
En 2014, elle est conférencière invitée au Congrès international des mathématiciens à Séoul avec une conférence sur les Solitons dans les équations d'évolution géométrique. Elle est membre de l'American Mathematical Society (AMS) depuis 2016 et elle est conférencière invitée à l'assemblée générale annuelle de l'AMS en 2011. Elle est Simons Fellow.
Pour 2023, elle reçoit le prix Ruth-Lyttle-Satter avec Daskalopoulos. 

## Publications
- Curvature tensor under the Ricci flow, Amer. J. Math., volume 127, 2005, pages 1315-1324
- Convergence of the Ricci flow toward a soliton, Comm. Anal. Geom., volume 14, 2006, pages 283-343.
- avec Panagita Daskalopoulos : Eternal solutions to the Ricci flow on {\displaystyle \mathbb {R} ^{2}}, Int. Math. Res. Not. 2006
- avec Panagita Daskalopoulos : On the extinction profile of solutions to fast-diiffusion, J. Reine Angew. Math., volume 622, 2008, pages 95-119.
- avec lizhen Ji, Rafe Mazzeo : The Ricci flow on surfaces with cusps, Math. Annalen, volume 345, 2009, pages 819 à 834
- avec James Isenberg, Rafe Mazzeo : Ricci flow in two dimensions, in : Surveys in geometry analysis and relativity, Adv. conférence math (ALM), 20 ans, Int. Presse, Somerville, MA, 2011, p. 259-280
- avec Richard S. Hamilton, Panagita Daskalopoulos: Classification of ancient compact solutions to the Ricci flow on surfaces, J. Diff. Geom., volume 91, 2012, pages 171-214
- avec Panagita Daskalopoulos : The classification of locally conformally flat Yamabe solitons, Adv. Math., volume 240, 2013, pages 346-369.
- avec Sigurd Angenent, Simon Brendle, Panagita Daskalopoulos : Unique Asymptotics of Compact Ancient Solutions to three-dimensional Ricci flow, J. Differential Geom., Vol. 111, 2019, pp. 381–455, Arxiv 2019
- avec Sigurd Angenent, Panagita Daskalopoulos : Uniqueness of two-convex closed ancient solutions to the mean curvature flow, Annals of Mathematics, Vol. 192, 2020, pp. 353–436, Arxiv
- avec Simon Brendle, Panagita Daskalopoulos : Uniqueness of compact ancient solutions to three-dimensional Ricci flow, Inventiones Mathematicae, Vol. 226, 2021, pp. 579–651, Arxiv
- avec Sigurd Angenent, Simon Brendle, Panagita Daskalopoulos : Unique Asymptotics of Compact Ancient Solutions to Three-Dimensional Ricci Flow, Communications in Pure and Applied Mathematics, Vol. 75, 2022, pp. 893–1180, Arxiv.